# Anjli Mohindra
Anjli Mohindra, née le 20 février 1990 à Nottingham (Midlands), est une actrice britannique notamment connue pour son rôle de Rani Chandra dans la série télévisée The Sarah Jane Adventures.

## Filmographie

### Cinéma
- 2021 : L'Étau de Munich (Munich: The Edge of War) de Christian Schwochow

### Télévision

#### Séries télévisées
- 2006 : Doctors : Gemma Fox (saison 7, épisode 125 : "Goodbye Mrs Chips")
- 2006 : Coronation Street : Shareen (épisode 6225)
- 2008–2011 : The Sarah Jane Adventures : Rani Chandra (saison 2 à 5)
- 2008 : Blue Peter : elle-même
- 2008 : Sam & Mark's TMi Friday (en) : elle-même
- 2008 : Les Boloss : Loser attitude (The Inbetweeners) : Amie de Charlotte (saison 1, épisode 4 : "Will Gets a Girlfriend")
- 2009 : Londres, police judiciaire (Law and Order: UK) : Sophie Martin (saison 2, épisode 5 : "Love and Loss")
- 2010 : Holby City : Mindy Kapoor (Series 12, Episode 23 "The Butterfly Effect: Part Two")
- 2010 : Sarah Jane's Alien Files (en) (épisode 2)
- 2011 : Beaver Falls (en) : Saima (2 épisodes)
- 2012 : Casualty : Meera Hussein (saison 26, épisode 36 : "Teenage Dreams")
- 2013 : Coming Up (en) : Roxy (saison 11, épisode 4 : "Doughnuts")
- 2014 : The Missing : Amara Suri (2 épisodes)
- 2015 : Cucumber : Veronica Chandra (6 épisodes)
- 2015 : Cuffs : Nasreen Iqbal (saison 1, épisode 8)
- 2016 : Paranoid : Megan Waters (8 épisodes)
- 2017 : Bancroft: Zaheera Kamara (4 épisodes)
- 2018 : Inspecteur Barnaby (Midsomer Murders) : Faiza Jindal (saison 20, épisode 1 "The Ghost of Causton Abbey")
- 2018 : The Bisexual : Katie (saison 1, épisode 1)
- 2018 : Bodyguard : Nadiya (3 épisodes)
- 2018 : Dark Heart (en) : DC Josie Chancellor (6 épisodes)
- 2018 : Legends of Tomorrow : Charlie (saison 4, épisode 3 "Dancing Queen")
- 2020 : Farewell, Sarah Jane : Rani Chandra (mini-épisode)
- 2020 : Doctor Who : Queen Skithra (saison 12, épisode 4 "Nikolas Tesla's Night of Terror")
- 2021 : Vigil : Lieutenant Tiffany Docherty (6 épisodes)
- 2022 : The Lazarus Project : Archie (8 épisodes)
- 2022 : The Suspect : Riya Devi (5 épisodes)
- 2022 : Périphériques, les mondes de Flynne  : Béatrice (3 épisodes)

#### Téléfilms
- 2017 : The Boy with the Topknot : Bindi